# Lucy Gossage
Lucy Gossage (25 de diciembre de 1979) es una deportista británica que compitió en duatlón. Ganó una medalla de plata en el Campeonato Mundial de Duatlón de Larga Distancia de 2012, y dos medallas de oro en el Campeonato Europeo de Duatlón de Larga Distancia en los años 2012 y 2013.

## Palmarés internacional
| Campeonato Mundial | Campeonato Mundial                | Campeonato Mundial | Campeonato Mundial |
| Año                | Lugar                             | Medalla            | Prueba             |
| ------------------ | --------------------------------- | ------------------ | ------------------ |
| 2012               | Zofingen ( Suiza)                 | Medalla de plata   | Individual         |
| Campeonato Europeo |                                   |                    |                    |
| Año                | Lugar                             | Medalla            | Prueba             |
| 2012               | Horst aan de Maas ( Países Bajos) | Medalla de oro     | Individual         |
| 2013               | Horst aan de Maas ( Países Bajos) | Medalla de oro     | Individual         |